# Kalililo Kakonje
Kalililo Kakonje (Lusaka, 1º giugno 1985) è un ex calciatore zambiano, di ruolo portiere.

## Palmarès

### Club

#### Competizioni nazionali
- Campionato della Repubblica Democratica del Congo: 1

TP Mazembe: 2011

#### Competizioni internazionali
- Supercoppa CAF: 1

TP Mazembe: 2011

### Nazionale
- Coppa d'Africa: 1

2012